# Palais Molin a San Basegio
Le palais Molin a San Basegio est un édifice de Venise, situé dans le quartier Dorsoduro et surplombant le canal de la Giudecca. 
Il occupe l'extrémité ouest des quais des  Zattere, en face du Moulin Stucky. 

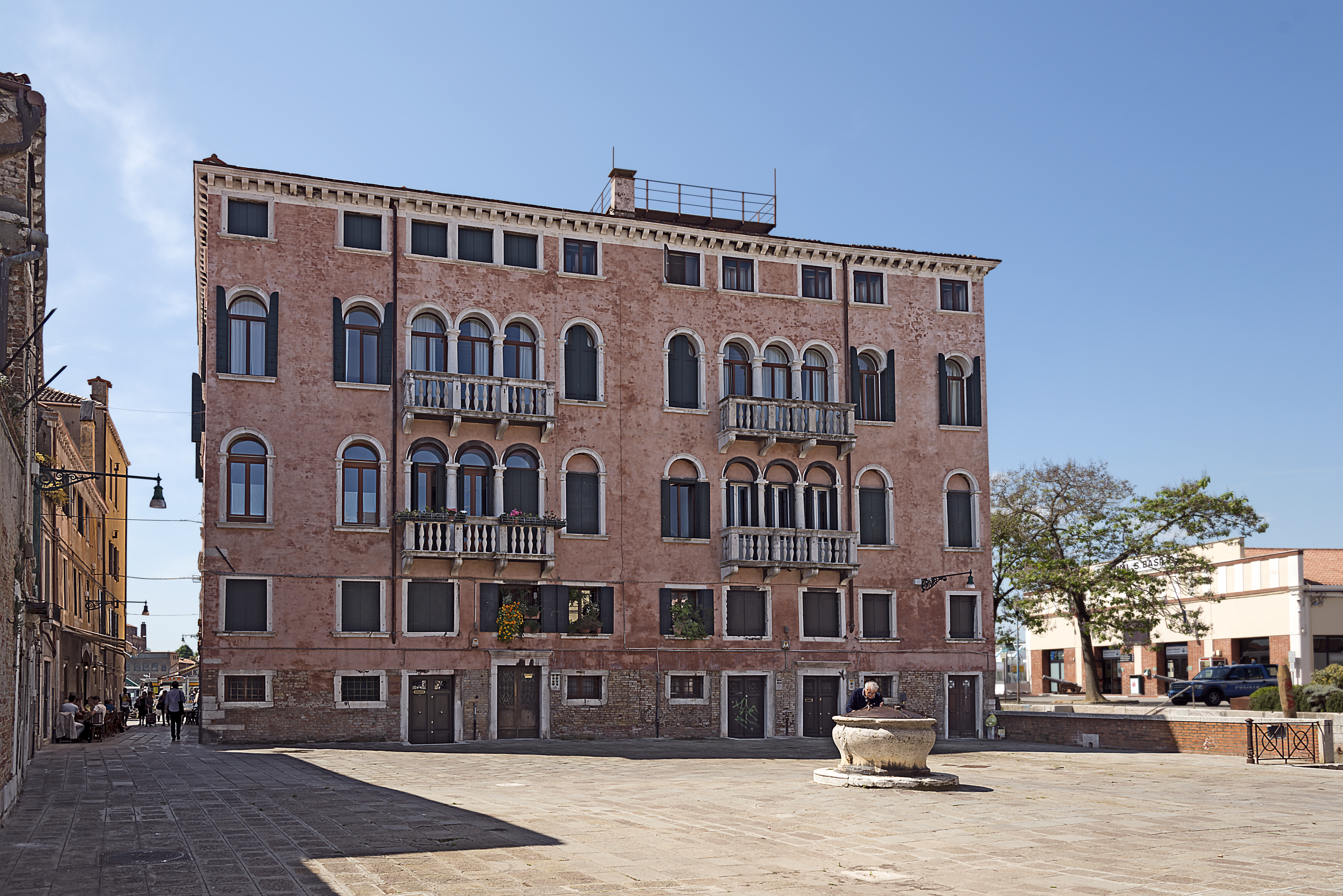
Façade sur le campo San Basegio

## Description
Le Palazzo Molin, construit au XVIe siècle, a la structure typique des maisons de location moyennes bourgeoises de Venise du XVIe siècle, avec plusieurs appartements organisés autour d'un puits de lumière central.